# Grand Prix automobile de Chine 2016
GP précédent GP suivant
Le Grand Prix automobile de Chine 2016 (2016 Formula 1 Pirelli Chinese Grand Prix), disputé le 17 avril 2016 sur le circuit international de Shanghai à Shanghai, est la 938e épreuve du championnat du monde de Formule 1 courue depuis 1950 et la troisième manche du championnat 2016. Il s'agit de la treizième édition du Grand Prix de Chine courue à Shanghai depuis 2004.
Les qualifications à Shanghai commencent par un coup de théâtre lorsque, victime d'une défaillance du système de récupération d'énergie de sa Mercedes, Lewis Hamilton ne boucle pas un tour et doit s'élancer de la dernière place sur la grille de départ ; c'est la fin d'une série de huit premières lignes successives occupées par les deux Mercedes. Si Sebastian Vettel est le plus rapide de la première phase qualificative, Kimi Räikkönen prend les devants dans la deuxième. Alors que l'on s'achemine vers une première ligne occupée par les monoplaces de la Scuderia Ferrari, Nico Rosberg, lors de sa deuxième tentative en Q3, s'adjuge sa première pole position de la saison, la vingt-troisième de sa carrière. Auteur d'un très bon tour sous le drapeau à damier, Daniel Ricciardo se hisse à ses côtés avec le deuxième temps tandis que Räikkönen et Vettel commettent chacun des erreurs et sont repoussés en deuxième ligne. La troisième ligne est occupée par Valtteri Bottas et Daniil Kvyat. Les choix des pneumatiques en Q2 (Rosberg en pneus tendres, les deux Ferrari en supertendres) entraînent des stratégies différentes pour la course.
Daniel Ricciardo prend un meilleur départ que Nico Rosberg et passe les deux premiers tours de la course en tête mais le pilote Mercedes le dépasse dans la ligne droite au moment où l'Australien est victime d'une crevaison à l'arrière gauche. Rosberg entame dès lors un cavalier seul qui lui permet, au terme des cinquante-six tours ponctués par une sortie de la voiture de sécurité de s'imposer avec plus d'une demi-minute d'avance sur Sebastian Vettel, aidé en cela par seulement deux arrêts au stand quand les quatre pilotes suivants ont stoppé trois fois. Rosberg, toujours invaincu cette saison, obtient sa sixième victoire consécutive et porte son total à dix-sept ; il offre son 100e podium à Mercedes. Derrière lui, l'épreuve est émaillée de dépassements pour les places d'honneur, de remontées des Vettel, Ricciardo, Räikkönen, Hamilton, après un premier tour mouvementé qui voit notamment Vettel accrocher son coéquipier au moment où Daniil Kvyat s'infiltre devant eux, et Hamilton perdre son aileron avant dans une bousculade au fond du peloton.
Le triple champion du monde britannique effectue cinq arrêts au stand durant la course et termine septième. Derrière Vettel, qui récupère les dix-huit points de la deuxième place, Daniil Kvyat monte sur son deuxième podium en Formule 1. Daniel Ricciardo remonte, pour la troisième fois consécutive, jusqu'à la quatrième place et devance Räikkönen et Felipe Massa. Max Verstappen se classe huitième sur les talons d'Hamilton. Carlos Sainz Jr. et Valtteri Bottas s'adjugent les points restants dans une course où douze pilotes terminent dans le même tour que le vainqueur et où toutes les voitures sont à l'arrivée.
Au championnat du monde, pilotes, Nico Rosberg, avec 75 points sur 75 possibles, possède désormais trente-six points d'avance sur son coéquipier Lewis Hamilton (39 points). Daniel Ricciardo (36 points) conserve la troisième place tandis que Vettel accède au quatrième rang (33 points) devant Räikkönen (28 points), Massa (22 points), Kvyat (21 points) et Romain Grosjean (18 points) qui rétrograde à la huitième place. Chez les constructeurs, Mercedes compte 114 points, presque le double de Ferrari (61 points), talonné par Red Bull (57 points) ; suivent Williams (29 points), Haas (18 points), Toro Rosso (17 points), Force India (6 points) et McLaren (1 point).

## Pneus disponibles
| Pneus pour piste sèche | Pneus pour piste sèche | Pneus pour piste sèche | Pneus pluie    | Pneus pluie |
| ---------------------- | ---------------------- | ---------------------- | -------------- | ----------- |
| Super tendres          | Tendres                | Medium                 | Intermédiaires | Pluie       |

## Essais libres

### Première séance, le vendredi de 10 h à 11 h 30
| Pos. | Pilote           | Voiture            | Chrono         | Écart     |
| ---- | ---------------- | ------------------ | -------------- | --------- |
| 1    | Nico Rosberg     | Mercedes           | 1 min 38 s 037 |           |
| 2    | Lewis Hamilton   | Mercedes           | 1 min 38 s 183 | + 0 s 146 |
| 3    | Sebastian Vettel | Ferrari            | 1 min 38 s 665 | + 0 s 628 |
| 4    | Daniel Ricciardo | Red Bull-TAG Heuer | 1 min 39 s 061 | + 1 s 024 |
| 5    | Kimi Räikkönen   | Ferrari            | 1 min 39 s 155 | + 1 s 118 |
| 6    | Daniil Kvyat     | Red Bull-TAG Heuer | 1 min 39 s 625 | + 1 s 588 |

### Deuxième séance, le vendredi de 14 h à 15 h 30
| Pos. | Pilote           | Voiture            | Chrono         | Écart     |
| ---- | ---------------- | ------------------ | -------------- | --------- |
| 1    | Kimi Räikkönen   | Ferrari            | 1 min 36 s 896 |           |
| 2    | Sebastian Vettel | Ferrari            | 1 min 37 s 005 | + 0 s 109 |
| 3    | Nico Rosberg     | Mercedes           | 1 min 37 s 133 | + 0 s 237 |
| 4    | Lewis Hamilton   | Mercedes           | 1 min 37 s 329 | + 1 s 433 |
| 5    | Daniel Ricciardo | Red Bull-TAG Heuer | 1 min 38 s 143 | + 1 s 247 |
| 6    | Max Verstappen   | Toro Rosso-Ferrari | 1 min 38 s 268 | + 1 s 372 |

- Absent du Grand Prix de Bahreïn le 3 avril, à la suite de son violent accident deux semaines plus tôt à Melbourne, Fernando Alonso est finalement autorisé à courir en Chine. Il reçoit un premier feu-vert des médecins de la FIA le jeudi, puis un deuxième, définitif à l'issue des premiers essais libres à Shanghai[3]. Le pilote McLaren obtient le onzième temps de cette deuxième séance d'essais libres[4].

### Troisième séance, le samedi de 11 h à 12 h
| Pos. | Pilote            | Voiture              | Chrono         | Écart     |
| ---- | ----------------- | -------------------- | -------------- | --------- |
| 1    | Sebastian Vettel  | Ferrari              | 1 min 57 s 351 |           |
| 2    | Valtteri Bottas   | Williams-Mercedes    | 1 min 58 s 061 | + 0 s 710 |
| 3    | Sergio Pérez      | Force India-Mercedes | 1 min 58 s 698 | + 1 s 338 |
| 4    | Carlos Sainz Jr.  | Toro Rosso-Ferrari   | 1 min 58 s 800 | + 1 s 449 |
| 5    | Esteban Gutiérrez | Haas-Ferrari         | 1 min 59 s 526 | + 2 s 175 |
| 6    | Jolyon Palmer     | Renault              | 1 min 59 s 677 | + 2 s 326 |

- Cette séance s'est déroulée sur piste détrempée.

## Séances de qualifications
Mise en pratique le 19 mars 2016 lors des qualifications du premier Grand Prix de la saison à Melbourne, la formule de qualification par élimination est critiquée avec virulence ; une réunion d'urgence a lieu le lendemain avec les onze écuries qui, unanimement, décident de proposer de revenir à l'ancienne formule dès le Grand Prix suivant, à Bahreïn. Toutefois, le jeudi 24 mars, faute d'un accord unanime des vingt-six membres de la Commission F1 nécessaire pour changer le règlement en cours de saison, le format qualificatif à élimination est finalement conservé.
Malgré de nouvelles récriminations à l'issue des qualifications à Sakhir, une réunion tenue sous la houlette de Jean Todt et Bernie Ecclestone avec toutes les équipes, le dimanche 3 avril ne débouche sur aucun accord,,. Toutefois, la FIA s'engage à soumettre au vote une nouvelle proposition aux 26 membres de la commission F1, qui pourraient conduire à une modification de l'organisation des qualifications. Il s'agirait de conserver les trois phases qualificatives sans élimination mais, afin d'obliger les pilotes à rouler davantage, les deux meilleurs temps obtenus lors de la Q1, de la Q2 et de la Q3 seraient additionnés,.
Le 7 avril 2016, les onze équipes de Formule 1 notifient, par courrier adressé à la FOM et à la FIA, leur rejet, à l'unanimité, de cette proposition et demandent par ailleurs à revenir au système précédent, utilisé jusqu'en 2015. L'unanimité des équipes et des organismes de management du sport représentés par Bernie Ecclestone et Jean Todt étant trouvée,,. Le 11 avril, la Commission F1 et le Conseil Mondial de la FIA officialisent le retour au format des années précédentes dès le Grand Prix de Chine.

### Résultats des qualifications
| Pos.                                                                                      | Pilote            | Écurie               | Qualifications 1 | Qualifications 2 | Qualifications 3 |
| ----------------------------------------------------------------------------------------- | ----------------- | -------------------- | ---------------- | ---------------- | ---------------- |
| 1                                                                                         | Nico Rosberg      | Mercedes             | 1 min 37 s 669   | 1 min 36 s 240   | 1 min 35 s 402   |
| 2                                                                                         | Daniel Ricciardo  | Red Bull-TAG Heuer   | 1 min 37 s 672   | 1 min 36 s 815   | 1 min 35 s 917   |
| 3                                                                                         | Kimi Räikkönen    | Ferrari              | 1 min 37 s 346   | 1 min 36 s 118   | 1 min 35 s 972   |
| 4                                                                                         | Sebastian Vettel  | Ferrari              | 1 min 37 s 001   | 1 min 36 s 183   | 1 min 36 s 246   |
| 5                                                                                         | Valtteri Bottas   | Williams-Mercedes    | 1 min 37 s 537   | 1 min 36 s 831   | 1 min 36 s 296   |
| 6                                                                                         | Daniil Kvyat      | Red Bull-TAG Heuer   | 1 min 37 s 719   | 1 min 36 s 948   | 1 min 36 s 399   |
| 7                                                                                         | Sergio Pérez      | Force India-Mercedes | 1 min 38 s 096   | 1 min 37 s 149   | 1 min 36 s 865   |
| 8                                                                                         | Carlos Sainz Jr.  | Toro Rosso-Ferrari   | 1 min 37 s 656   | 1 min 37 s 204   | 1 min 36 s 881   |
| 9                                                                                         | Max Verstappen    | Toro Rosso-Ferrari   | 1 min 38 s 181   | 1 min 37 s 265   | 1 min 37 s 194   |
| 10                                                                                        | Nico Hülkenberg   | Force India-Mercedes | 1 min 38 s 165   | 1 min 37 s 333   | Pas de temps     |
| 11                                                                                        | Felipe Massa      | Williams-Mercedes    | 1 min 38 s 016   | 1 min 37 s 347   |                  |
| 12                                                                                        | Fernando Alonso   | McLaren-Honda        | 1 min 38 s 451   | 1 min 38 s 826   |                  |
| 13                                                                                        | Jenson Button     | McLaren-Honda        | 1 min 37 s 593   | 1 min 39 s 093   |                  |
| 14                                                                                        | Romain Grosjean   | Haas-Ferrari         | 1 min 38 s 425   | 1 min 39 s 830   |                  |
| 15                                                                                        | Marcus Ericsson   | Sauber-Ferrari       | 1 min 38 s 321   | 1 min 40 s 430   |                  |
| 16                                                                                        | Felipe Nasr       | Sauber-Ferrari       | 1 min 38 s 654   | 1 min 42 s 430   |                  |
| 17                                                                                        | Kevin Magnussen   | Renault              | 1 min 38 s 673   |                  |                  |
| 18                                                                                        | Esteban Gutiérrez | Haas-Ferrari         | 1 min 38 s 770   |                  |                  |
| 19                                                                                        | Jolyon Palmer     | Renault              | 1 min 39 s 528   |                  |                  |
| 20                                                                                        | Rio Haryanto      | Manor-Mercedes       | 1 min 40 s 264   |                  |                  |
| Temps minimal à réaliser pour la qualification : 1 min 43 s 791 (107 % de 1 min 37 s 001) |                   |                      |                  |                  |                  |
| Nq.                                                                                       | Pascal Wehrlein   | Manor-Mercedes       | Pas de temps     |                  |                  |
| Nq.                                                                                       | Lewis Hamilton    | Mercedes             | Pas de temps     |                  |                  |

### Grille de départ du Grand Prix
- Pascal Wehrlein et Lewis Hamilton, initialement non qualifiés, sont autorisés à prendre le départ depuis les dernières places de la grille[19] ;
- Lewis Hamilton est pénalisé d'un recul de cinq places sur la grille de départ en raison du changement de la boîte de vitesses de sa Mercedes AMG F1 W07 Hybrid[20]. Victime d'une panne du système de récupération d'énergie de son moteur Mercedes hybride, il doit s'élancer de la dernière place sur la grille[18].
- Nico Hülkenberg est pénalisé d'un recul de trois places sur la grille pour être sorti des stands avec une roue avant mal serrée qui s'est détachée en piste[21],[22],[23],[24].

## Course

### Classement de la course
| Pos. | no | Pilote            | Écurie               | Tours | Temps/Abandon                        | Grille | Points |
| ---- | -- | ----------------- | -------------------- | ----- | ------------------------------------ | ------ | ------ |
| 1    | 6  | Nico Rosberg      | Mercedes             | 56    | 1 h 38 min 53 s 891 (185,079 km/h)   | 1      | 25     |
| 2    | 5  | Sebastian Vettel  | Ferrari              | 56    | + 37 s 776                           | 4      | 18     |
| 3    | 26 | Daniil Kvyat      | Red Bull-TAG Heuer   | 56    | + 49 s 936                           | 6      | 15     |
| 4    | 3  | Daniel Ricciardo  | Red Bull-TAG Heuer   | 56    | + 52 s 688                           | 2      | 12     |
| 5    | 7  | Kimi Räikkönen    | Ferrari              | 56    | + 1 min 05 s 872                     | 3      | 10     |
| 6    | 19 | Felipe Massa      | Williams-Mercedes    | 56    | + 1 min 15 s 511                     | 10     | 8      |
| 7    | 44 | Lewis Hamilton    | Mercedes             | 56    | + 1 min 18 s 230                     | 22     | 6      |
| 8    | 33 | Max Verstappen    | Toro Rosso-Ferrari   | 56    | + 1 min 19 s 268                     | 9      | 4      |
| 9    | 55 | Carlos Sainz Jr.  | Toro Rosso-Ferrari   | 56    | + 1 min 24 s 127                     | 8      | 2      |
| 10   | 77 | Valtteri Bottas   | Williams-Mercedes    | 56    | + 1 min 26 s 192                     | 5      | 1      |
| 11   | 11 | Sergio Pérez      | Force India-Mercedes | 56    | + 1 min 34 s 283                     | 7      |        |
| 12   | 14 | Fernando Alonso   | McLaren-Honda        | 56    | + 1 min 37 s 253                     | 11     |        |
| 13   | 22 | Jenson Button     | McLaren-Honda        | 56    | + 1 min 41 s 990                     | 12     |        |
| 14   | 21 | Esteban Gutiérrez | Haas-Ferrari         | 55    | + 1 tour                             | 18     |        |
| 15   | 27 | Nico Hülkenberg   | Force India-Mercedes | 55    | + 1 tour dont 5 secondes de pénalité | 13     |        |
| 16   | 9  | Marcus Ericsson   | Sauber-Ferrari       | 55    | + 1 tour                             | 15     |        |
| 17   | 20 | Kevin Magnussen   | Renault              | 55    | + 1 tour                             | 17     |        |
| 18   | 94 | Pascal Wehrlein   | Manor-Mercedes       | 55    | + 1 tour                             | 21     |        |
| 19   | 8  | Romain Grosjean   | Haas-Ferrari         | 55    | + 1 tour                             | 14     |        |
| 20   | 12 | Felipe Nasr       | Sauber-Ferrari       | 55    | + 1 tour                             | 16     |        |
| 21   | 88 | Rio Haryanto      | Manor-Mercedes       | 55    | + 1 tour                             | 20     |        |
| 22   | 30 | Jolyon Palmer     | Renault              | 55    | + 1 tour                             | 19     |        |

### Pole position et record du tour
- Pole position :  Nico Rosberg (Mercedes) en 1 min 35 s 402 (205,694 km/h)[26].
- Meilleur tour en course :   Nico Hülkenberg (Force India-Mercedes) en 1 min 39 s 824 (196,582 km/h) au quarante-huitième tour[27].

### Tours en tête
- Daniel Ricciardo : 2 tours (1-2)[28]
- Nico Rosberg : 54 tours (3-56)

## Classements généraux à l'issue de la course
| Pos. | Pilote            | Écurie               | Points |
| ---- | ----------------- | -------------------- | ------ |
| 1er  | Nico Rosberg      | Mercedes             | 75     |
| 2    | Lewis Hamilton    | Mercedes             | 39     |
| 3    | Daniel Ricciardo  | Red Bull-TAG Heuer   | 36     |
| 4    | Sebastian Vettel  | Ferrari              | 33     |
| 5    | Kimi Räikkönen    | Ferrari              | 28     |
| 6    | Felipe Massa      | Williams-Mercedes    | 22     |
| 7    | Daniil Kvyat      | Red Bull-TAG Heuer   | 21     |
| 8    | Romain Grosjean   | Haas-Ferrari         | 18     |
| 9    | Max Verstappen    | Toro Rosso-Ferrari   | 13     |
| 10   | Valtteri Bottas   | Williams-Mercedes    | 7      |
| 11   | Nico Hülkenberg   | Force India-Mercedes | 6      |
| 12   | Carlos Sainz Jr.  | Toro Rosso-Ferrari   | 4      |
| 13   | Stoffel Vandoorne | McLaren-Honda        | 1      |

| Pos. | Écurie               | Points |
| ---- | -------------------- | ------ |
| 1er  | Mercedes             | 114    |
| 2    | Ferrari              | 61     |
| 3    | Red Bull-TAG Heuer   | 57     |
| 4    | Williams-Mercedes    | 29     |
| 5    | Haas-Ferrari         | 18     |
| 6    | Toro Rosso-Ferrari   | 17     |
| 7    | Force India-Mercedes | 6      |
| 8    | McLaren-Honda        | 1      |

## Statistiques
Le Grand Prix de Chine 2016 représente :
- la 23e pole position de Nico Rosberg[31] ;
- la 17e victoire de Nico Rosberg, sa troisième en trois Grands Prix cette saison, et son sixième succès consécutif[32] ;
- la 48e victoire pour Mercedes en tant que constructeur[33] ;
- la 134e victoire pour Mercedes en tant que motoriste[34] ;
- le 100e podium de Mercedes ; l'écurie allemande est la neuvième à atteindre ce cap après Ferrari, McLaren, Williams, Lotus, Brabham, Red Bull, Benetton et Renault[35].

Au cours de ce Grand Prix :
- Nico Hülkenberg réalise le deuxième meilleur tour en course de sa carrière après Singapour en 2012[36] ;
- Nico Rosberg devient le quatrième pilote de l'histoire de la Formule 1 à remporter six victoires consécutives, après Alberto Ascari à cheval sur 1952 et 1953, Michael Schumacher en 2004 (7 victoires d'affilée) et Sebastian Vettel en 2013 (9 victoires d'affilée)[37] ;
- Avec dix-sept victoires, Nico Rosberg devient le pilote comptant le plus de succès sans avoir remporté de titre mondial[38] ;
- Kimi Räikkönen passe la barre des 1200 points inscrits en Formule 1 (1202 points)[39] ;
- Pour la sixième fois depuis 1950 et en 938 Grands Prix, toutes les voitures engagées (22) sont à l'arrivée de la course ; c'est une première pour l'ère des V6 turbocompressés hybrides arrivés début 2014[38],[37] ;
- Daniil Kvyat, troisième du Grand Prix, est élu « Pilote du jour » lors d'un vote organisé sur le site officiel de la Formule 1[40],[41] ;
- Alan Jones (116 Grands Prix disputés entre 1975 et 1986, champion du monde en 1980 avec Williams F1 Team, 12 victoires, 6 pole positions, 13 meilleurs tours et 24 podiums) est nommé assistant des commissaires de course pour ce Grand Prix[42].